# Distrito de Balmazújváros
El distrito de Balmazújváros (húngaro: Balmazújvárosi járás) es un distrito húngaro perteneciente al condado de Hajdú-Bihar.
En 2013 tiene 30 488 habitantes. Su capital es Balmazújváros.

## Municipios
El distrito tiene 2 ciudades (en negrita), un pueblo mayor (en cursiva) y 2 pueblos
(población a 1 de enero de 2012):
- Balmazújváros (17 354) – la capital
- Egyek (4895)
- Hortobágy (1487)
- Újszentmargita (1399)
- Tiszacsege (4481)